# Loi de Curie-Weiss

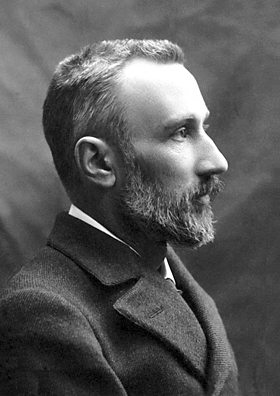
Pierre Curie

En physique du solide, la loi de Curie-Weiss est une forme particulière prise par la loi de Curie pour certaines substances paramagnétiques. Pour des températures au-dessus de la température de Curie (ou point de Curie), elle relie la susceptibilité magnétique de la substance à la température et s'écrit :
où {\displaystyle C} est une constante parfois appelée constante de Curie et {\displaystyle T_{c}} est la température de Curie,. 
Cette loi doit son nom à Pierre Curie, qui a découvert la loi de Curie, et à Pierre Weiss qui a formulé l'hypothèse supplémentaire permettant d'expliquer cette nouvelle loi à savoir l'existence d'un champ moléculaire.

## Signification physique
La loi de Curie-Weiss prévoit une singularité de la susceptibilité magnétique à la température {\displaystyle T_{c}} ; à cette température, la susceptibilité devient infinie, ce qui implique une aimantation spontanée (aimantation non nulle en l'absence de champ magnétique extérieur). Pour des températures égales ou inférieures à {\displaystyle T_{c}}, le matériau est dans une phase ferromagnétique.

## Limites de la loi
- Pour certains matériaux, la loi de Curie-Weiss échoue à prévoir correctement les valeurs expérimentales de la susceptibilité pour des températures très proches de la température de Curie. En effet, des calculs détaillés mènent à une expression de la susceptibilité de la forme[2] :

{\displaystyle \chi \sim {\frac {1}{(T-T_{c})^{1,33}}}}
en bon accord avec les valeurs expérimentales pour {\displaystyle T} proche de {\displaystyle T_{c}}.
- Pour des températures {\displaystyle T\gg T_{c}}, on trouve un bon accord avec :

{\displaystyle \chi ={\frac {C}{(T-\theta )}}}
c'est-à-dire une expression très proche de la loi de Curie-Weiss avec un paramètre {\displaystyle \theta } plus grand que la température de transition réelle {\displaystyle T_{c}}. Pour distinguer ce paramètre de la température de Curie, on l'appelle parfois température (ou constante) de Weiss.